# Denis Vega
Denis Vega (Algeciras, 20 de noviembre de 1978) es un actor, modelo y cantante español. 

## Biografía
Nació en Algeciras, provincia de Cádiz, proveniente de una familia de ascendencia gitana católica de Andalucía, Vega ha trabajado para diversos estudios fílmicos, principalmente de Estados Unidos, .También ha incursionado como cantante de música pop con la publicación de su primer sencillo, «Un Superhéroe». Abiertamente gay, previo a su carrera como actor trabajó en una empresa textil y en clubes nocturnos de Tarifa como bailarín gogó.
Debutó en el cine  de corte homosexual tras presentarse en castings realizados en 2014, destacando en sus cualidades físicas por su contextura muscular y su vellosidad corporal. Fuera del cine, Vega ha participado en algunos cortometrajes y en la serie de televisión El Príncipe.

## Filmografía

### Películas
- 101 Things to Do with a Straight Guy (2014; menatplay.com)
- Casting Couch 314 (2014; kristenbjorn.com)
- Line Up (2014; menatplay.com)
- Madrid Stories - An Unexpected Visitor I (2014; kristenbjorn.com)
- Madrid Stories - An Unexpected Visitor II (2014; kristenbjorn.com)
- Str8 Mate (2014; menatplay.com)
- Bottom Buffet (2015; MEN.com)
- Business of Sex (2015; MEN.com)
- Find the Mole 1 (2015; MEN.com)
- Good Head (2015; menatplay.com)
- Good Morning Love (2015; menatplay.com)
- Good Morning Love (II) (2015; MEN.com)
- Him 2 (2015; MEN.com)
- Men in the City 2 (2015; Kristen Bjorn)
- Rock Candy (2015; menatplay.com)
- Sex, Lies and Surveillance 4 (2015; MEN.com)
- That's the Way (2015; menatplay.com)
- Unexpected Passion (2015; MEN.com)
- Affairs of State (2016; menatplay.com)
- Cut (2016; menatplay.com)
- Rough Trade (2016; menatplay.com)
- Straigtht Swap (2016; menatplay.com)
- Strangers and Lovers (2016; Lucas Kazan Productions)
- Torero (2016; Independiente)
- Al Fresco (2017; menatplay.com)
- Guaranteed Deposit (2017; Reality Studio Network)
- Paris Perfect (2017; Naked Sword)
- Star Fuck (2017; menatplay.com)
- Bad Pup (2018; menatplay.com)
- Maitre X (2018; menatplay.com)
- Mansion (2019; menatplay.com)

### Cortometrajes
- El Anillo (2016; Quoncor Producciones)
- Muerta en la bañera; director Juan Dresán.2020.

### Series de televisión
- El Príncipe (2014; Telecinco)
- La que se avecina (2016; Telecinco)

## Premios y nominaciones
Vega ha sido nominado a diferentes premios internacionales del cine pornográfico:
| Año  | Categoría                                         | Premio                  | Resultado |
| ---- | ------------------------------------------------- | ----------------------- | --------- |
| 2014 | Web Performer del año                             | Premios Grabby          | Nominado  |
| 2017 | Actor Revelación                                  | Premios Cybersocket Web | Nominado  |
| 2017 | Mejor actor de porno gay                          | Premios Ninfa           | Nominado  |
| 2019 | Mejor escena de sexo grupal: Paris Perfect (2017) | Premios GayVN           | Nominado  |